# Zurobata decorata
Zurobata decorata är en fjärilsart som beskrevs av Swinhoe 1903. Zurobata decorata ingår i släktet Zurobata och familjen nattflyn. Inga underarter finns listade i Catalogue of Life.